# رشت أباد الجديد (آذغان)
رشت أباد الجدید (بالفارسية: رشتاباد جدید) هي منطقة سكنية تقع في إيران في قسم آذغان الریفي. يقدر عدد سكانها بـ 42 نسمة .